# آلن پاینک
آلن پاینک (انگلیسی: Alen Pajenk؛ زادهٔ ۲۳ آوریل ۱۹۸۶) یک بازیکن والیبال اهل بنگلادش است.